# 梅岐乡
梅岐乡，是中华人民共和国浙江省丽水市景宁畲族自治县下辖的一个乡镇级行政单位。

## 行政区划
梅岐乡下辖以下地区：
梅岐村、栋头村、潘坪村、桂远村、竹山村、岗楼村、留钱村、高闩村和鹤崇村。